# Omnivore

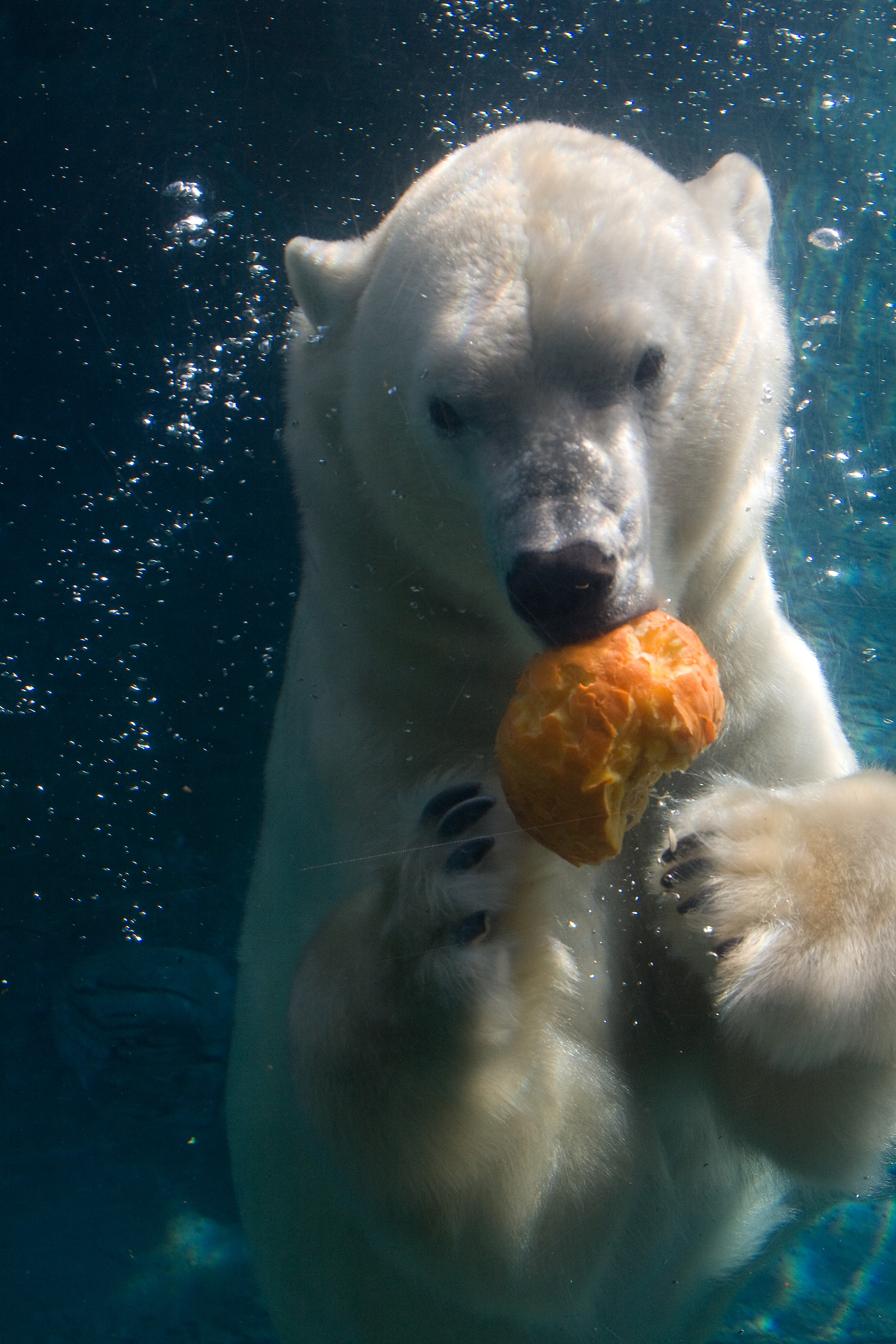
Ours blanc dévorant une citrouille sous l'eau.

Une espèce est dite omnivore — du latin omni (tout) et vorare (manger, avaler) — quand son appareil digestif lui permet d'absorber des aliments d'origines végétale et animale. Cette caractéristique permet aux espèces omnivores d'adopter une alimentation « opportuniste », variable en fonction de la disponibilité des aliments.
L'omnivorisme désigne le comportement alimentaire des omnivores animaux dont les humains font partie.

## Opportunisme
Le régime omnivore est un régime alimentaire, plus ou moins opportuniste, qui facilite l'adaptation et la survie de l'espèce, avec des tendances variables selon les espèces, les lieux, les saisons ou les individus.

### Mammifères

#### Homme

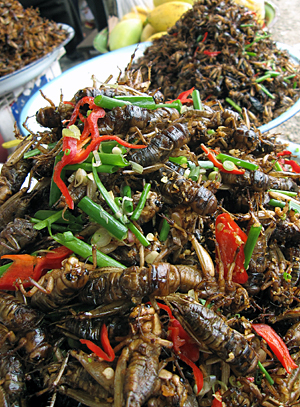
Plats d'insectes frits et de légumes destinés à la consommation humaine au Cambodge.

L'homme moderne (Homo sapiens), comme ses ancêtres du genre Homo, est omnivore. En effet, son système digestif est adapté à la consommation de produits animaux, végétaux et de champignons, même si la base de son alimentation est principalement constituée de produits végétaux : céréales, fruits, graines, légumes, racines, feuilles, etc.. Les chasseurs-cueilleurs nomades du Paléolithique sont des omnivores opportunistes qui complètent leur alimentation de végétaux durs et tendres par celle d'animaux (insectes, coquillages, poissons, œufs mais aussi viande de rongeurs, de reptiles, d'oiseaux puis à partir du pléistocène de gros mammifères issus du charognage et de la chasse). Cet avantage évolutif leur a permis de conquérir presque toutes les terres émergées de la planète. La révolution néolithique (sédentarisation qui favorise la croissance démographique et l'agriculture) ayant lieu aux alentours de 12 000 ans avant notre ère, est trop récente d'un point de vue évolutif pour avoir modifié significativement la manière dont les besoins nutritionnels de l'homme sont codés génétiquement : l'homme demeure omnivore mais sa consommation de viande baisse drastiquement et les végétaux (principalement les céréales et les légumineuses) peuvent représenter jusqu'à 90 % de sa ration alimentaire. En effet, pour nourrir une population sédentarisée et en croissance continue, il est bien plus efficace de donner la priorité aux cultures (sur la même surface, les plantes cultivées fournissent davantage de calories, et plus rapidement, que les aliments issus des animaux).

Toutefois, ses goûts propres, les famines, les modes, les convenances sociales, les considérations éthiques ou morales, les connaissances scientifiques ou les croyances peuvent influencer les choix alimentaires de l'homme,.

#### Autres mammifères

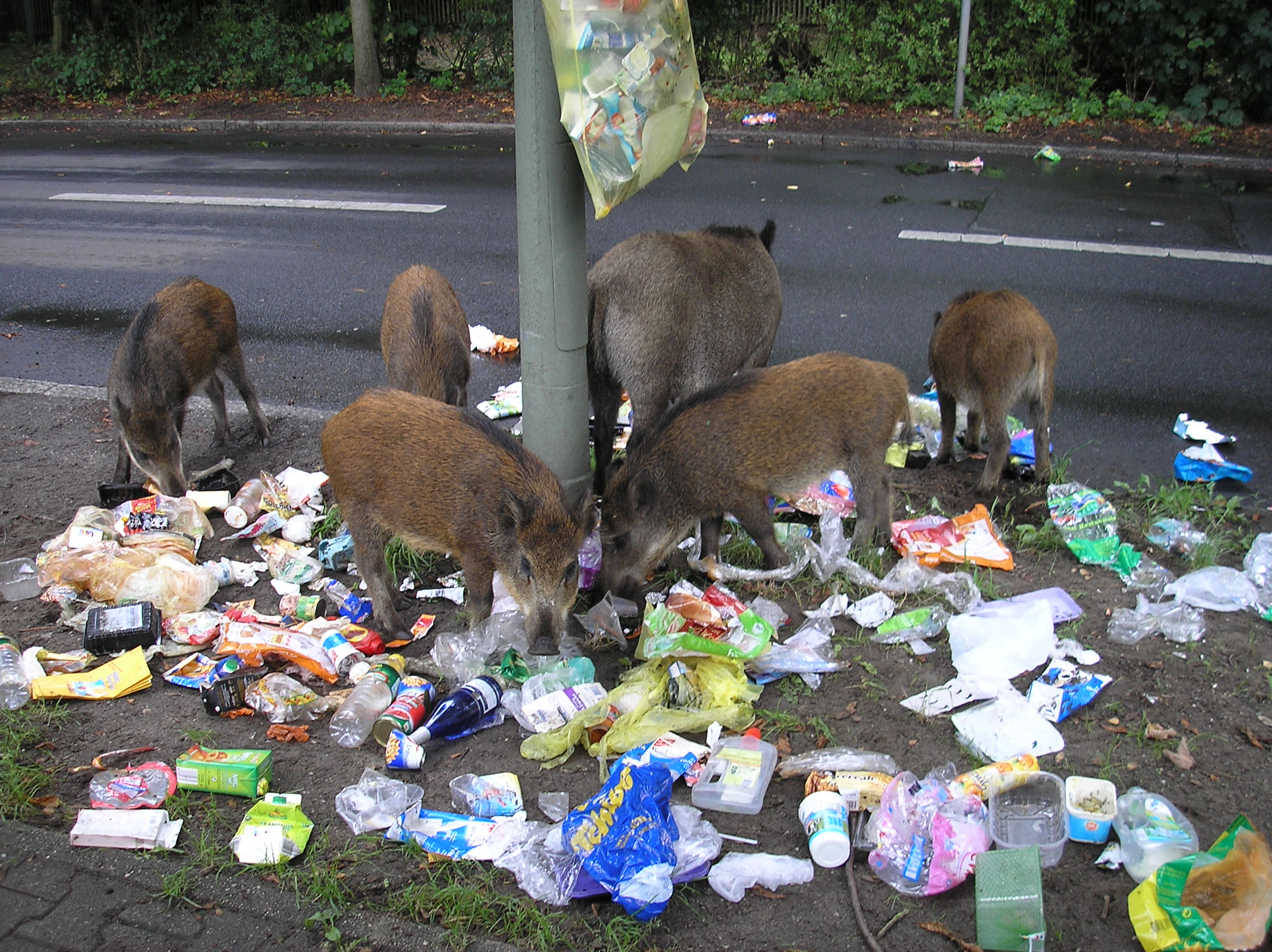
Sangliers fouillant les poubelles dans une banlieue de Berlin

Le Renard roux est, par exemple, un omnivore opportuniste bien que classé dans l'ordre des Carnivora. À la bonne saison, comme les carnivores, il se nourrit en effet de préférence de petits mammifères et d’oiseaux, mais il mange aussi grenouilles, lézards, insectes ou poissons et, quand ils sont murs, des fruits, baies ou céréales pour, quand vient la mauvaise saison, finir par vivre de charognes et divers détritus.
De son côté, le hérisson commun est classé dans les Insectivora mais c'est un omnivore à tendance insectivore. Il se nourrit d'un peu de tout, mais recherche avant tout insectes, vers ou escargots.

### Autres animaux
Certains reptiles consomment aussi à la fois des arthropodes et des végétaux, mais parfois de petits reptiles ou mammifères.
De nombreux poissons sont omnivores dont le poisson rouge et la carpe koï.

## Liste d'animaux omnivores
Quelques animaux omnivores :
- Mammifères : Certains primates (par exemple l'être humain[12] et son cousin le plus proche le Chimpanzé), hérisson, opossum, ours, porc, écureuil, rat, renard, sanglier, etc.
- Oiseaux : Canard colvert, poule, Grand Corbeau, Geai des chênes, etc.
- Insectes : blattes, sauterelles, fourmis, etc.
- Poissons : requin-baleine, poisson rouge, silure, etc.
- Crustacés : écrevisse de Louisiane, Langoustine commune, bernard-l'hermite terrestres, etc.
- Amphibiens : grenouille-taureau